# Lucy (Seine-Maritime)
Pour les articles homonymes, voir Lucy.
Lucy est une commune française située dans le département de la Seine-Maritime en région Normandie.

## Géographie

### Hydrographie
La commune est située dans le bassin Seine-Normandie. Elle est drainée par l'Eaulne et le cours d'eau 05 du Moulin,,.
L'Eaulne, d'une longueur de 45 km, prend sa source dans la commune de Mortemer et se jette  dans l'Arquesen limite des communes d'Arques-la-Bataille et de Martin-Église, après avoir traversé 19 communes. 

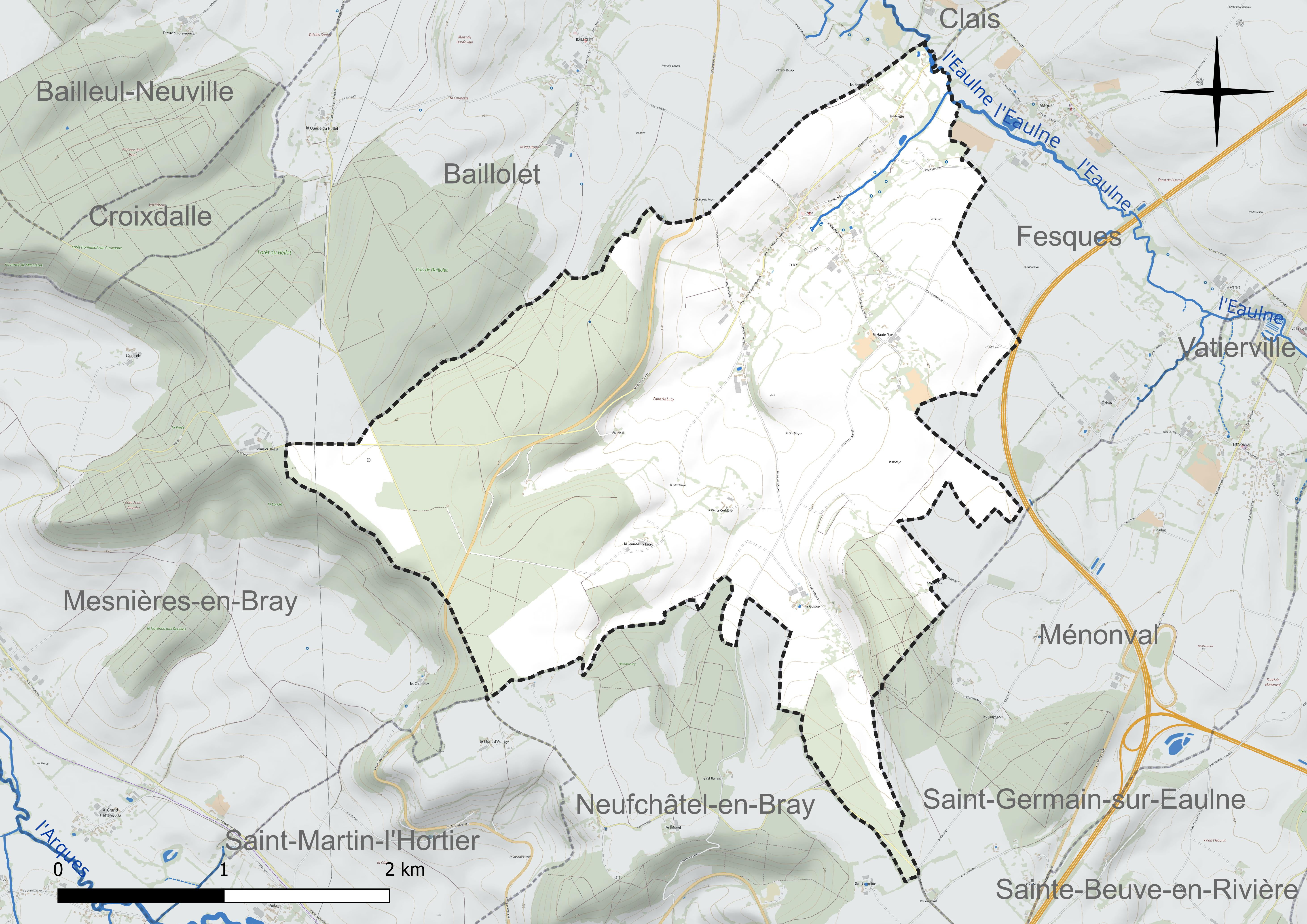
Réseau hydrographique de Lucy.

### Climat
Pour des articles plus généraux, voir Climat de la Normandie et Climat de la Seine-Maritime.
En 2010, le climat de la commune est de type climat océanique altéré, selon une étude du CNRS s'appuyant sur une série de données couvrant la période 1971-2000. En 2020, Météo-France publie une typologie des climats de la France métropolitaine dans laquelle la commune est exposée à un climat océanique et est dans la région climatique Côtes de la Manche orientale, caractérisée par un faible ensoleillement (1 550 h/an) ; forte humidité de l’air (plus de 20 h/jour avec humidité relative > 80 % en hiver), vents forts fréquents. Parallèlement le GIEC normand, un groupe régional d’experts sur le climat, différencie quant à lui, dans une étude de 2020, trois grands types de climats pour la région Normandie, nuancés à une échelle plus fine par les facteurs géographiques locaux. La commune est, selon ce zonage, exposée à un « climat contrasté des collines », correspondant au Pays de Bray, bien arrosé et frais.
Pour la période 1971-2000, la température annuelle moyenne est de 10,2 °C, avec une amplitude thermique annuelle de 13,6 °C. Le cumul annuel moyen de précipitations est de 850 mm, avec 12,9 jours de précipitations en janvier et 8,5 jours en juillet. Pour la période 1991-2020, la température moyenne annuelle observée sur la station météorologique la plus proche, située sur la commune de Bouelles à 8 km à vol d'oiseau, est de 10,7 °C et le cumul annuel moyen de précipitations est de 838,4 mm,. Pour l'avenir, les paramètres climatiques de la commune estimés pour 2050 selon différents scénarios d’émission de gaz à effet de serre sont consultables sur un site dédié publié par Météo-France en novembre 2022.

## Urbanisme

### Typologie
Au 1er janvier 2024, Lucy est catégorisée commune rurale à habitat dispersé, selon la nouvelle grille communale de densité à sept niveaux définie par l'Insee en 2022.
Elle est située hors unité urbaine. Par ailleurs la commune fait partie de l'aire d'attraction de Neufchâtel-en-Bray, dont elle est une commune de la couronne,. Cette aire, qui regroupe 15 communes, est catégorisée dans les aires de moins de 50 000 habitants,.

### Occupation des sols
L'occupation des sols de la commune, telle qu'elle ressort de la base de données européenne d’occupation biophysique des sols Corine Land Cover (CLC), est marquée par l'importance des territoires agricoles (69,9 % en 2018), une proportion identique à celle de 1990 (69,9 %). La répartition détaillée en 2018 est la suivante : 
terres arables (45,6 %), forêts (30,1 %), prairies (17,4 %), zones agricoles hétérogènes (6,9 %). L'évolution de l’occupation des sols de la commune et de ses infrastructures peut être observée sur les différentes représentations cartographiques du territoire : la carte de Cassini (XVIIIe siècle), la carte d'état-major (1820-1866) et les cartes ou photos aériennes de l'IGN pour la période actuelle (1950 à aujourd'hui).

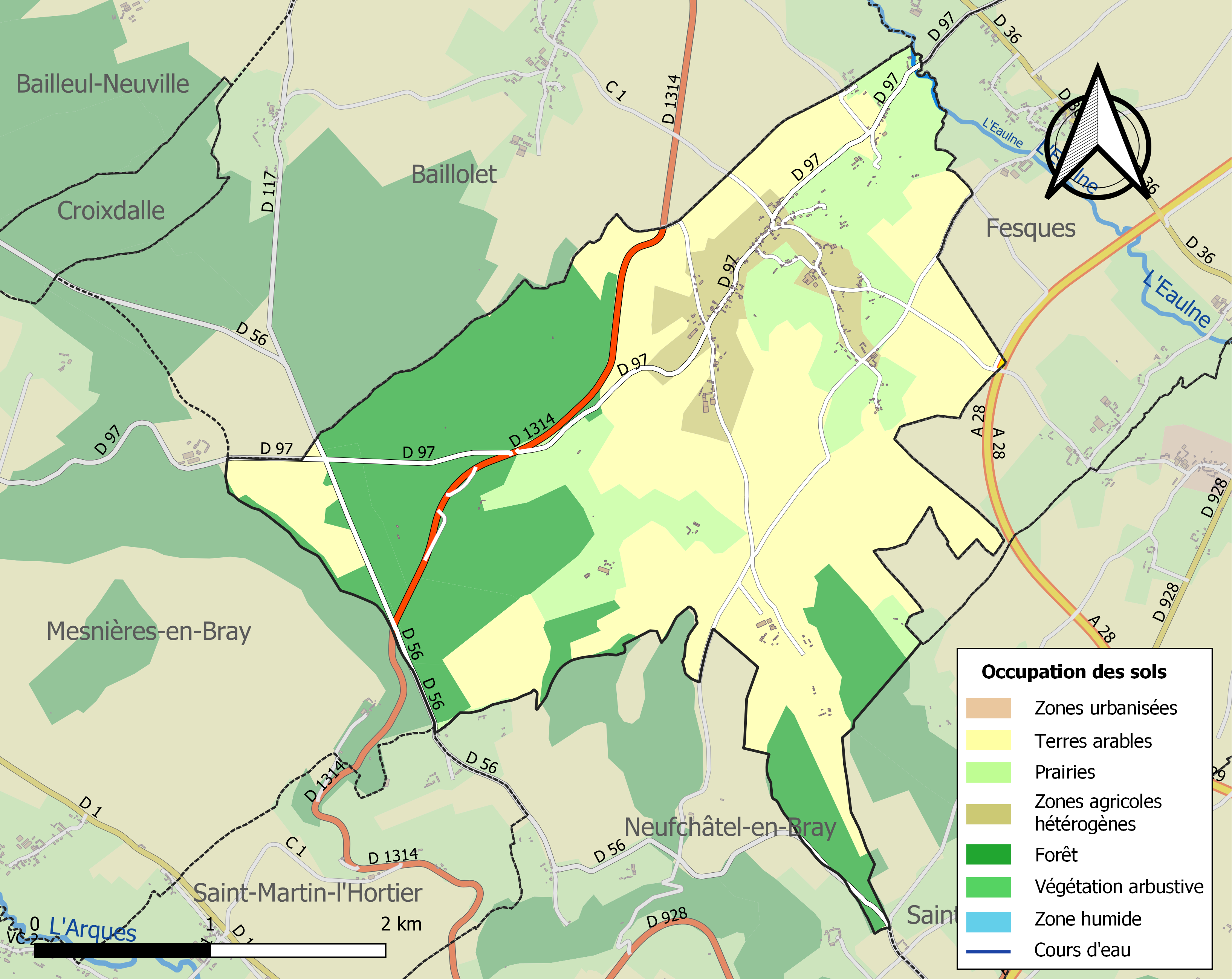
Carte des infrastructures et de l'occupation des sols de la commune en 2018 (CLC).

## Toponymie
Le nom de la localité est attesté sous les formes de Luceio vers 1077, Luchy au XIIIe siècle.

## Histoire
LUCY. Ep. gauloise. Statères recueillis en grand nombre à la Queue-du-Mont en 1827. Les orfèvres qui les fondirent en obtinrent un marc d'or. Statère trouvé au Manet ou Maneret en 1837. Statère recueilli à la Queue-du-Mont en 1840. || Ep. romaine. Les terres de la Queue-du-Mont sont mêlées à des débris antiques. — Une charte d'un archevêque de Rouen de 1217 mentionne le passage d'une voie antique par Lucy (Lucia- cum). Ep. franque. Squelettes accompagnés de vases et d'armures trouvés, dans un champ par M. de Suzement en 1844.. Cimetière merovingien rencontré au même lieu par suite de fouilles méthodiques pratiquées par M. l'abbé Cochet en 1851. On découvrit trente squelettes déposés dans des fosses de craie. Aux pieds des morts, orientés est et ouest, étaient des vases en terre noire ou grise; à la ceinture se trouvaient des couteaux et des boucles; sur la poitrine reposaient des fibules, un style en bronze, des monnaies romaines frustes : trois fers de lances placés près de la tête ont été recueillis. La découverte la plus importante a été une plaque de ceinturon en bronze sous laquelle étaient placés cinq triens d'or, allant de 640 à 700, sur lesquels on lisait les noms des monétaires Alemundus, Berebodes, Domnigizile et Ado ou Adou. Les villes où avaient été frappées ces pièces étaient Burdigala (Bordeaux), Turonu (Tours), Vatunacum, Douter et Anse. Ces monnaies et la plupart des objets provenant de la fouille de Lucy sont entrés au musée de Rouen. (Voir une notice de M. Thomas et de M. l'abbé Cochet sur ces cinq monnaies d'or.) | Moyen âge. Église dédiée à Notre-Dame. Le chœur, démoli il y a quelques années seulement, était du XIIIe siècle. Au midi du chœur est une chapelle en moellon du XVIe siècle. La nef est du XVIIIe siècle. Au portail on remarque une jolie suite de statues en pierre sculptée du XVIe siècle. Vases à charbon du XIIIe siècle et chapelet en verre bleu du XVIIème", trouvés en reconstruisant le chœur.

## Politique et administration
| Période                                  | Période                    | Identité             | Étiquette | Qualité                        |
| ---------------------------------------- | -------------------------- | -------------------- | --------- | ------------------------------ |
| Les données manquantes sont à compléter. |                            |                      |           |                                |
|                                          |                            | Maurice Dangreville  |           |                                |
| Les données manquantes sont à compléter. |                            |                      |           |                                |
| mars 2001                                |                            | Pierre Vieuxbled     |           |                                |
|                                          | En cours (au 10 août 2020) | Christophe Vieuxbled |           | Réélu pour le mandat 2020-2026 |

## Démographie
L'évolution du nombre d'habitants est connue à travers les recensements de la population effectués dans la commune depuis 1793. Pour les communes de moins de 10 000 habitants, une enquête de recensement portant sur toute la population est réalisée tous les cinq ans, les populations de référence des années intermédiaires étant quant à elles estimées par interpolation ou extrapolation. Pour la commune, le premier recensement exhaustif entrant dans le cadre du nouveau dispositif a été réalisé en 2006.

En 2022, la commune comptait 181 habitants, en évolution de −2,16 % par rapport à 2016 (Seine-Maritime : +0,35 %, France hors Mayotte : +2,11 %).
| 1793 | 1800 | 1806 | 1821 | 1831 | 1836 | 1841 | 1846 | 1851 |
| ---- | ---- | ---- | ---- | ---- | ---- | ---- | ---- | ---- |
| 373  | 397  | 339  | 388  | 397  | 368  | 372  | 381  | 363  |

| 1856 | 1861 | 1866 | 1872 | 1876 | 1881 | 1886 | 1891 | 1896 |
| ---- | ---- | ---- | ---- | ---- | ---- | ---- | ---- | ---- |
| 367  | 384  | 403  | 348  | 337  | 299  | 322  | 321  | 314  |

| 1901 | 1906 | 1911 | 1921 | 1926 | 1931 | 1936 | 1946 | 1954 |
| ---- | ---- | ---- | ---- | ---- | ---- | ---- | ---- | ---- |
| 305  | 303  | 268  | 272  | 278  | 274  | 276  | 259  | 280  |

| 1962 | 1968 | 1975 | 1999 | 2006 | 2011 | 2016 | 2021 | 2022 |
| ---- | ---- | ---- | ---- | ---- | ---- | ---- | ---- | ---- |
| 308  | 303  | 247  | 144  | 165  | 168  | 185  | 186  | 181  |

## Culture locale et patrimoine

### Lieux et monuments
Église Notre-Dame.